# Gnamptopelta obsidianator
Gnamptopelta obsidianator là một loài tò vò trong họ Ichneumonidae.